# 華析夜蛾
華析夜蛾（学名：Sypnoides chinensis）为夜蛾科析夜蛾屬下的一个种。